# パット・タナカ
パット・タナカ（Patrick "Pat" Tanaka、1963年8月5日 - ）は、アメリカ合衆国のプロレスラー。フロリダ州タンパ出身の日系アメリカ人。出身地はハワイ州ホノルルとされる場合もある。

## 来歴
1950年代から1960年代にかけて活躍した日系人プロレスラーであり、NWAフロリダ地区のブッカーでもあったデューク・ケオムカの三男。1983年末に留学生として新日本プロレスに入門し、1984年4月7日の佐野直喜戦でデビュー。アメリカに帰国後は、NWAミッドアトランティック地区などでジョブ・ボーイとしてキャリアを積んだ。
1986年よりテネシー州メンフィスのCWAを主戦場に、ポール・ダイヤモンドとのバッド・カンパニー（Badd Company）で活躍。当初はベビーフェイスとして佐藤昭雄&ターザン後藤やシープハーダーズ、後にヒールとなってジェフ・ジャレット&ビリー・トラヴィスなどのチームを破り、同地区認定のタッグタイトルを再三獲得した。1988年からはダイヤモンドと共にAWAに参戦。マネージャーにはダイヤモンド・ダラス・ペイジが就き、マーティ・ジャネッティ&ショーン・マイケルズのミッドナイト・ロッカーズとAWA世界タッグ王座を争った。
1989年8月には外国人サイドで新日本プロレスに再来日、オーエン・ハートと組んでIWGPタッグ王座決定リーグ戦に参加している。同年にWWFと契約し、ミスター・フジをマネージャーに迎え、CWAでの抗争相手だったサトーこと佐藤昭雄とオリエント・エクスプレス（The Orient Express）を結成。佐藤がフロント入りした1990年の末からは、旧友ダイヤモンドが覆面レスラーのカトーを名乗って新加入。AWA以来となるロッカーズとの抗争をギミックを変更した形で再開させ、リージョン・オブ・ドゥームやハート・ファウンデーションとも対戦。1991年10月には揃ってSWSにも来日した。
1992年の初頭にWWFを離れ、メキシコなどを転戦後、8月に日本のユニバーサル・プロレスリングに参戦。1993年からはダイヤモンドとバッド・カンパニーを再結成してECWやUSWAを転戦した。1996年にはWCWでエル・ガトー（El Gato）なるタイガーマスクの偽物風の覆面レスラーに変身し、6月16日のグレート・アメリカン・バッシュにてコナンのUSヘビー級王座に挑戦している。
2000年と2001年はFMWに参戦、2000年の来日時には邪道&外道&中山香里の持つWEW6人タッグ王座にブラッド・エリオット&ダミアン・ブレイドと組んで挑戦した。2001年10月、GOKU-DOのリングネームで12年ぶりに新日本プロレスに登場、TEAM 2000のメンバーとなって活動した。
以降はセミリタイアし、2005年より各地のインディー団体へのスポット出場を続けた。2008年4月18日にはフロリダのASWFにてカトーことダイヤモンドとのオリエント・エクスプレスを再結成。2011年7月24日にはテキサス州ブラウンズビルのNWAサウスウエストにて、カリートとストリート・ファイト・マッチで対戦した。

## 得意技
- トラース・キック
- バックハンド・チョップ
- ダイビング・クロスボディ

この他、受身の巧さにも定評があり、クローズラインを受けた際には体を後方にキリモミ状に回転させてバンプを取ることで、その威力を引き立たせていた。ロード・ウォリアー・アニマルは自著において、WWFで何度となく対戦したタナカとポール・ダイヤモンドのオリエント・エクスプレスについて「自分たちの役割をきちんと心得ており、リング上では安心して流れを任せることができた。『どんどん技を出せ』と言ってきて、いきいきと仕事をこなし、俺たちを引き立ててくれた」などと評している。

## 獲得タイトル
コンチネンタル・レスリング・アソシエーション
- CWAインターナショナル・タッグ王座：5回（w / ジェフ・ジャレット、ポール・ダイヤモンド×4） [4]
- AWA南部タッグ王座：2回（w / ジェフ・ジャレット、ポール・ダイヤモンド） [5]

アメリカン・レスリング・アソシエーション
- AWA世界タッグ王座：1回（w / ポール・ダイヤモンド） [6]

ユニバーサル・プロレスリング
- UWA&UWFインターコンチネンタルタッグ王座：1回（w / ブルドッグ "パニッシュ" KT）